# ペタル・ラトコヴ
ペタル・ラトコヴ（セルビア語: Петар Ратков, ラテン文字転写: Petar Ratkov、2003年8月18日 - ）は、セルビアとクロアチアのサッカー選手。ポジションはフォワード。

## 経歴
2023年6月18日、レッドブル・ザルツブルクと5年契約を締結した。